# Nisku
Nisku (manchmal auch Nisku Business Park) ist eine politisch unselbständige Siedlung im Zentrum von Alberta, Kanada, mit dem Status eines Weilers (englisch Hamlet). Die Siedlung liegt in der Region Greater Edmonton, östlich des Alberta Highway 2 unmittelbar südlich von Edmonton bzw. nördlich von Leduc am Edmonton International Airport.
Nisku ist im Wesentlichen eine Gewerbeansiedlung mit nur sehr wenigen ständigen Einwohnern und der Verwaltungsbezirk („Municipal District“) Leduc County hat hier seinen Verwaltungssitz.